# Protokol z Melku
Protokol z Melku někdy taky Melcký protokol nazývaný často nepřesně jako dohoda z Melku celým označením Protokol z jednání mezi českou a rakouskou vládou, vedených mezi předsedou vlády Zemanem a spolkovým kancléřem Schüsselem za účasti komisaře Verheugena je protokol z výsledků jednání mezi vládami Česka a Rakouska za účasti Evropské unie, který byl podepsán 12. prosince 2000 v dolnorakouském Melku.
Účelem sjednání protokolu bylo vyřešení sporných bodů kolem české jaderné elektrárny Temelín, s jejíž výstavbou a spuštěním Rakousko zásadně nesouhlasilo. Česko se zavázalo k některým nadstandardním krokům (nadstandardní informování Rakouska o událostech v Temelíně, přísnější posuzování jeho vlivu na životní prostředí), Rakousko uznalo důležitost rozšíření Evropské unie a souhlasilo s tím, že „musí být zachován volný pohyb zboží a osob“ (tato klauzule reagovala na blokádu česko-rakouských hraničních přechodů rakouskými protijadernými aktivisty). Protokol v podstatě není právně závazný.